# Gelis apantelis
Gelis apantelis är en stekelart som beskrevs av Joseph Augustine Cushman 1927. Gelis apantelis ingår i släktet Gelis och familjen brokparasitsteklar. Inga underarter finns listade i Catalogue of Life.